# Próxima
Próxima è un film del 2007 scritto e diretto da Carlos Atanes.

## Trama
Tony gestisce un piccolo negozio di video di fantascienza in fallimento, il suo rapporto con Natalia (Karen Owens) sta peggiorando col passare del tempo, perché i loro interessi sono divergenti. Un giorno, Tony va a una convention di fantascienza in cui un noto scrittore (Félix Cadecq) espone il suo ultimo lavoro. Quando comincia il suo discorso, lo scrittore fa una dichiarazione sorprendente: è inutile continuare a scrivere romanzi di fantascienza, perché esiste un portale, reale e semplice, per raggiungere le stelle. "Ascoltate il mio nuovo CD-libro e provate voi stessi", proclama. Questo annuncio non è ben accolto tra i suoi fans estraniati, ma Tony, incuriosito, compra il CD di Cadecq al fine di testare quello che ha detto. Da quel momento, la vita di Tony non sarà mai più la stessa. Prova sensazioni bizzarre, arriva a conoscere persone sorprendenti che gli assicurano di conoscere il modo per sfuggire dalla flotta aliena venuta sulla Terra. Infine, Tony inizia un viaggio verso la stella Proxima Centauri, ma quello che trova non è esattamente quello che si aspettava.

## Curiosità
Nel mese di agosto 2016, la rivista Nature ha riportato la scoperta di Proxima Centauri B, un pianeta in orbita attorno alla stella Proxima Centauri caratteristiche molto simili a quello del film.